# Mens, wat ben je mooi
Mens, wat ben je mooi was een marketingcampagne van zorgverzekeraar Menzis, gericht op de schoonheid van de mens in al zijn aspecten. De campagne werd geproduceerd door DDB & Tribal Amsterdam en geregisseerd door Bram Schouw. De poëtische teksten worden voorgedragen door Justin Samgar. De campagne is gebaseerd op de marketingfilosofie van inbound marketing. Hierbij wordt de doelgroep niet gestoord met een oplossing, maar wordt bekendheid gegenereerd zodat potentiële klanten op het moment van behoefte de organisatie weten te vinden.

## Commercials
In 2014 werden de eerste commercials van de campagne uitgebracht, over liefde en doorgaan. In 2017 volgden de laatste commercials, over de schoonheid van mensen die hun best doen. In totaal werden er vier filmpjes uitgebracht:
- Mens, wat ben je mooi als je doorgaat
- Mens, wat ben je mooi als je liefhebt
- Mens, wat ben je mooi als je probeert
- Mens, wat ben je mooi als je helpt proberen